# Джон Стюарт (сатирик)
Вижте пояснителната страница за други личности с името Джон Стюарт.
Джон Стюарт (на английски: Jon Stewart) е американски телевизионен водещ, комик, сатирик, актьор и писател. Джон Стюарт води „The Daily Show“ по „Comedy Central“ от 1999, и е водил „Шоуто на Джон Стюарт“ между 1993 и 1995 г. Водил е два пъти наградите Грами, през 2001 и 2002 г. и Оскарите през 2006 и 2008 г. Като сценарист и продуцент е награден с 10 награди Emmy.
През 2002 г. се появяват слухове, че той ще замени Дейвид Летерман в „The Late Show“. Впоследствие Летерман подновява договора си със CBS.
Джон Стюарт е женен за Трейси Макшейн, от която има две деца.